# Any Way at All
«Any Way at All» es una canción de la cantante estadounidense Donna Summer, grabada para su álbum recopilatorio de 1994, Endless Summer: Donna Summer's Greatest Hits.
La canción escrita por Summer, su esposo Bruce Sudano y Eric Silver, y producida por Michael Omartian, fue lanzado en 1994 como el segundo y último sencillo del álbum por los sellos discográficos Casablanca Records y Mercury Records.
La balada fue lanzada en países seleccionados y en el lado B se incluyó un popurrí de cuatro de sus éxitos disco originales de la década de 1970: "Dim All the Lights", "Hot Stuff", "Bad Girls" y "Last Dance".

## Lista de canciones
CD sencillo (Mercury CDP 1417, Casablanca – CDP 1417)
A "Any Way at All" – 4:16
Casete sencillo (Mercury – 856 803-4)
A "Any Way at All" (Extended Version) – 4:16
B1 "Medley: Dim All The Lights/Hot Stuff/Bad Girls/Last Dance" – 3:43
B2 "I Feel Love"(86th Street Radio Edit)– 4:35
3 x File, FLAC (Mercury)
A1 "Any Way at All" (Extended Version) – 4:14
B1 "Dim All The Lights / Hot Stuf / Bad Girl / Last Dance" – 3:48
B2 "I Feel Love" (Masters At Work 86th Street Radio Edit) – 4:40